# Chính sách thị thực của Mali
Du khách đến Mali phải xin thị thực từ một trong những phái bộ ngoại giao Mali trừ khi họ đến từ một trong những quốc gia được miễn thị thực.

## Bản đồ chính sách thị thực

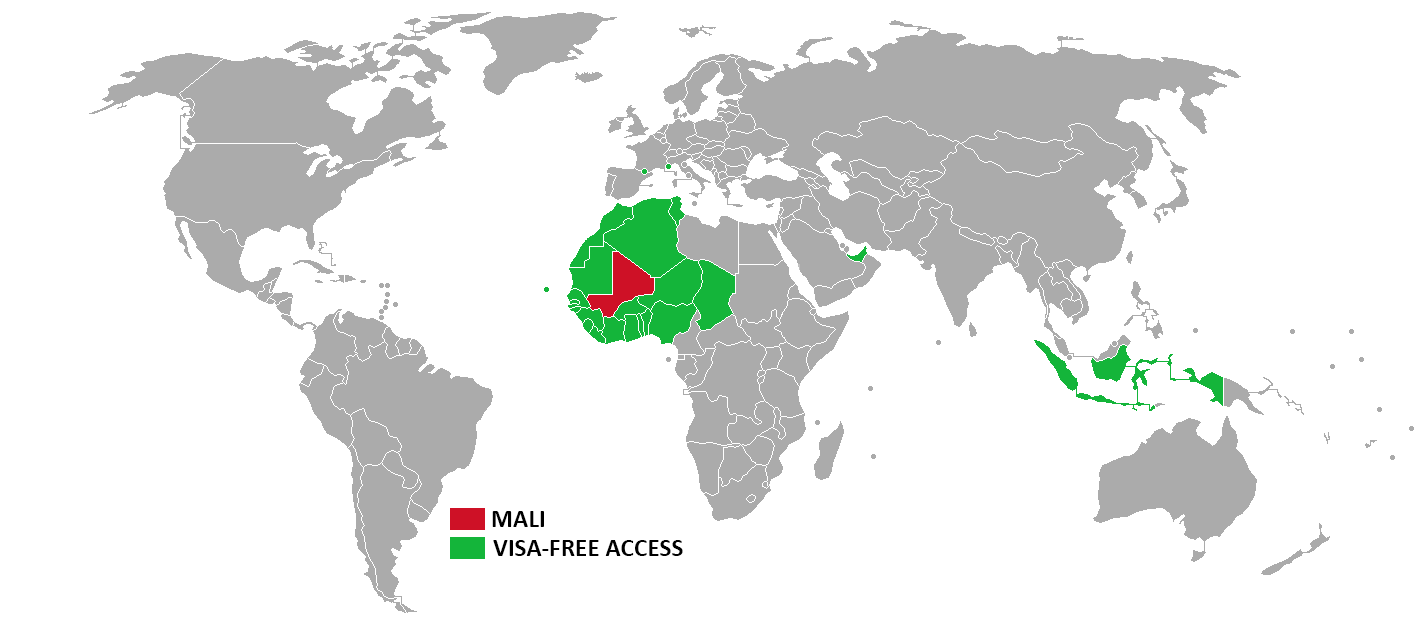
Chính sách thị thực Mali

## Miễn thị thực
Công dân của các quốc gia và vùng lãnh thổ sau có thể đến Mali và không cần thị thực:
| - Algeria - Andorra (không được liệt kê bởi IATA) - Benin - Burkina Faso - Cameroon (không được liệt kê bởi IATA) - Cape Verde - Chad - Bờ Biển Ngà - Gambia - Ghana - Guinea - Guinea-Bissau - Indonesia | - Liberia - Macao - Mauritania - Monaco (không được liệt kê bởi IATA) - Maroc - Niger - Nigeria - Senegal - Sierra Leone - Togo - Tunisia - Các Tiểu vương quốc Ả Rập Thống nhất (không được liệt kê bởi IATA) |  |

Người sở hữu hộ chiếu ngoại giao và công vụ của Brasil, Trung Quốc, Cuba, Nga và Rwanda không cần thị thực lên đến 90 ngày.
 Công dân sở hữu hộ chiếu ngoại giao hoặc công vụ của bất cứ quốc gia nào không cần thị thực lên đến 1 tháng.

## Thị thực tại cửa khẩu
Công dân của  Rwanda có thể xin thị thực tại cửa khẩu có hiệu lực 3 tháng. Cho đến ngày 9 tháng 3 năm 2015, nhiều quốc gia cũng được xin thị thực tại cửa khẩu.

## Từ trối nhập cảnh
Nhập cảnh và quá cảnh bị từ chối tối với công dân  Syria, kể cả nếu không rời khỏi máy bay và bay tiếp bằng chính máy bay đó.

## Thống kê du khách
Hầu hết du khách đến Mali với mục đích du lịch đều đến từ một trong những quốc gia sau:
| Quốc gia     | 2014    | 2013   |
| ------------ | ------- | ------ |
| Pháp         | 31.580  | 21.717 |
| Senegal      | 8.308   | 7.464  |
| Bờ Biển Ngà  | 7.632   | 6.432  |
| Hoa Kỳ       | 4.479   | 3.946  |
| Burkina Faso | 3.793   | 3.402  |
| Guinea       | 3.508   | 3.816  |
| Trung Quốc   | 3.201   | 2.687  |
| Hà Lan       | 2.299   | 637    |
| Congo        | 2.036   | 1.582  |
| Ghana        | 2.003   | 1.707  |
| Tổng         | 110.529 | 85.315 |